# Tuulte pöörises
Tuulte pöörises (zu deutsch etwa „Im Wirbel der Winde“) ist ein Drama in fünf Akten des estnischen Schriftstellers August Kitzberg (1855–1927). Es wurde 1906 uraufgeführt.

## Entstehung
August Kitzberg schrieb zu Beginn seiner Karriere als Dramatiker einige dörfliche Komödien, die heute fast vergessen sind. Tuulte pöörises ist sein erstes ernsthaftes Schauspiel. Es wurde durch seinen aktuellen politisch-gesellschaftlichen Bezug und wegen der psychologisch packend gezeichneten Charaktere ein durchschlagender Erfolg, der nur noch von Kitzbergs 1911 uraufgeführtem Drama Libahunt („Der Werwolf“) übertroffen wurde.

## Handlung
Estland auf dem Land 1905/06 vor dem Hintergrund der russischen Revolution. Die attraktive Bauerntochter Leena wird von zwei Männern umworben: dem landlosen Knecht Jaan und dem zielstrebigen Nachbarsbauern Kaarel. Jaans verstorbener Vater hatte das moorige Land auf dem Hof Mäe-Soosaare einst besessen und urbar gemacht, dann aber an Leenas Vater Jaak verkaufen müssen. So wurde Jaan zum Landlosen, der sich verdingen muss.
Jaan zieht hinaus, um Geld zu verdienen und den Hof zurückzukaufen. Er steht sozialdemokratischen und revolutionären Ideen nahe, was ihn von der unpolitischen Leena, die ihn in jungen Jahren heiß geliebt hatte, mehr und mehr entfremdet. Sie verlobt sich mit Kaarel, dem vielversprechenden Nachbarsbauern, der aber die Eheschließung immer wieder hinausschiebt, da berufliche Dinge für ihn vorrangig sind.
Leena schwankt zwischen beiden Verehrern hin und her. Jaan verführt sie schließlich auf den Rat seiner Mutter hin; Leena wird schwanger und bringt das Kind zur Welt. Dies ist für Kaarel aber kein Grund, die Ehe auszuschlagen. Er steht fest an Leenas Seite.
Ein halbes Jahr später: Jaan wird immer besessener, den ehemaligen Hof seines Vaters zurückzubekommen. Er will Gerechtigkeit finden und schließt sich gewalttätigen Revolutionären an, die schließlich den Hof von Jaak und Leena stürmen. Im Tumult schießt Jaan eine Kugel ab, die sich verirrt und Leena tödlich trifft. Am Ende tötet der verbitterte Jaan auch Kaarel. Zurück bleibt Leenas Vater Jaak, der um seine tote Tochter trauert.

## Aufführung
Mit dem Stück wurde am 12. Augustjul. / 25. August 1906greg. das Theater Vanemuine in Tartu eröffnet. Es war das erste professionelle Theater auf dem Gebiet des heutigen Estland. Im selben Jahr erschien das Schauspiel auch in Buchform.
Mit dem Drama wurde im Februar 1940 auch das erste professionelle Theater in der Stadt Rakvere eingeweiht.

## Rezeption
Tuulte pöörises ist seit seiner Uraufführung 1906 ein Dauerbrenner auf estnischen Bühnen, ungeachtet aller herrschenden politischen Systeme.
Dies liegt vor allem an der Vielschichtigkeit des Stücks. Es wirft viele politische, gesellschaftliche und zwischenmenschlich-psychologische Fragen auf, ohne sie letztlich zu beantworten. Bewusst vermeidet Kitzberg Schwarz-Weiß-Zeichnungen. Die unterdrückten Landlosen haben allen Grund für ihren Aufruhr, enden aber mit ihrer Gewalt als gemeine Mörder. Geht es ihnen wirklich um Gerechtigkeit oder am Ende doch nur um egoistische Motive? Umgekehrt lässt Kitzberg seine Protagonisten viel Verständnis für sozialdemokratische Ideen und Kritik an den herrschenden Besitzverhältnissen zeigen, was 1906 in Russland gewagt war.
„Der dauerhafte Erfolg des Stückes kann dementsprechend dann auch nicht in der Thematik begründet sein, sondern muss anderswo seine Ursachen haben. Es ist dies zum einen sicherlich die souveräne Sprache mit ihren ebenso flüssig-volksnahmen wie technisch meisterhaft komponierten Dialogen und die dramaturgische Komposition ganz allgemein. Zum anderen ist es die subtile, differenzierte und allem voran psychologische Behandlung gesellschaftlicher und politischer Probleme, die sich wenig in schablonenhaftes Denken einpassen lässt und daher auch immer wieder verschiedenen Interpretationen - auf der Bühne und in der Kritik - offen steht. Jede Zeit, jede Inszenierung kann ihre eigenen Schwerpunkte setzen.“
- Cornelius Hasselblatt: Geschichte der estnischen Literatur. Berlin, New York 2006 (ISBN 3-11-018025-1), S. 388